# Eddy Veldman
Eddy Reginald Veldman (Paramaribo, 5 oktober 1951)  is een Surinaams jazzmusicus. Hij is vooral drummer en speelt verder nog vibrafoon en gitaar. Hij trad op met verschillende bands in Europa en Zuid-Amerika en drumde voor Tony Sherman, Hans Dulfer & The Perikels, Mai Tai en in verschillende andere formaties waarvan hij er enkele leidde. Daarnaast richtte hij drumscholen op in Amsterdam en Paramaribo.

## Biografie
Veldman groeide op in het centrum van Paramaribo, in de arme woonwijk Frimangron, en kreeg tijdens zijn jeugd les op de gitaar.  Hij leerde zichzelf drummen bij de drumband van de padvinderij.  Inspiratie vormde een optreden van The Cats met Theo Klouwer in Suriname. 
Toen hij roadie was van Stanley Noordpools band The Kids, moest hij een keer op de drums invallen. Hij bleek talent te hebben en kreeg in de band een vaste plek op de drums. Hierna speelde hij ook nog in de Soulkids van Paul Noordpool en vervolgens nog in verschillende lokale bands.
Rond 1971 verhuisde hij naar Amsterdam,  waar hij eerst nog droomde over een voetbalcarrière. Zijn keuze kwam na een knieblessure echter definitief in de muzikale richting te liggen. Hij bezocht concerten in het Bimhuis (Oudeschans) en hij ging voor studie naar het muzieklyceum in Utrecht (hij zat er tussen kinderen) en daarna naar het conservatorium van Amsterdam, meest op het notenschrift te leren kennen.  De vibrafoon werd tijdens zijn studie zijn tweede instrument.
Hij speelde in deze jaren voor verschillende bands, zoals soul en funk met TMC en soul met The Needles (Surinaams-Antiliaanse band). De band bracht in 1971 de single Together uit bij Imperial en toerde daarna door Duitsland, Zwitserland en Italië. In het laatste land bleef hij een tijdje wonen in Ferrara. Bij terugkeer in Nederland drumde hij voor de latin jazzgroep Reality van toetsenist Glenn Gaddum en ging ook met ze op tournee door Zuid-Amerika. Voor soulzanger Tony Sherman drumde hij in 1973 op het album Tony and reality.
Met de opvolger van Reality, Solat, brachten ze in 1976-77 twee singles uit en toerden ze door Europa. Jazzgrootheden als Marcus Miller, Herbie Hancock, Jaco Pastorius en Art Blakey bezochten hun optredens en deden na afloop mee aan jamsessies. Vervolgens ging de band op in Hans Dulfer & The Perikels. Mede onder invloed van Pablo Nahar was hij de jazz ingedoken. 
Vervolgens leidde hij zijn eigen jazzband, het Eddy Veldman Sextet. Na wisselingen van de bezetting, wijzigden de namen van zijn formaties naar het Eddy Veldman Quartet en uiteindelijk de Paramaribop-groep South American Express. De laatste band richtte hij op met Pablo Nahar die ook in zijn sextet had meegespeeld. Ze traden op tijdens het North Sea Jazz Festival en tijdens grote festivals in andere landen. Vanaf 1985 speelde hij mee met het meidentrio Mai Tai en in 1988 formeerde hij HIP'88 die in 1991, na de traditionele jaarlijkse naamswijziging, uit elkaar ging als HIP'91. 
Hij was docent slagwerk aan de Muziekschool Amsterdam en rond 1992 besloot hij zijn eigen school EVDA op te richten, ofwel de Eddy Veldman Drum Academy. Als de Eddy Veldman All In The Family Kids Orchestra was hij verder nog actief in het basisonderwijs. Sinds 1998 was hij een van de oprichters van de Opoyeye Band (ook wel Opo-YéYé genoemd). Van 2011 tot 2016 werd Surinam Music Ensemble nieuw leven ingeblazen in de oude bezetting.
In 2017 richtte hij vervolgens een drumschool op in de wijk Poelepantje, in zuidelijk Paramaribo. Hoewel hij in Nederland blijft wonen, is hij daar af en toe voor workshops. Tijdens zijn afwezigheid wordt de school door anderen geleid. In de jaren twintig geeft hij les in Heesterveld, Amsterdam-Zuidoost, hetgeen altijd in “zwemmen” (geheel losgaan op je drumstel).  Zelf bleef hij oefenen om bij te blijven.  , 